# ラ・ベルメール

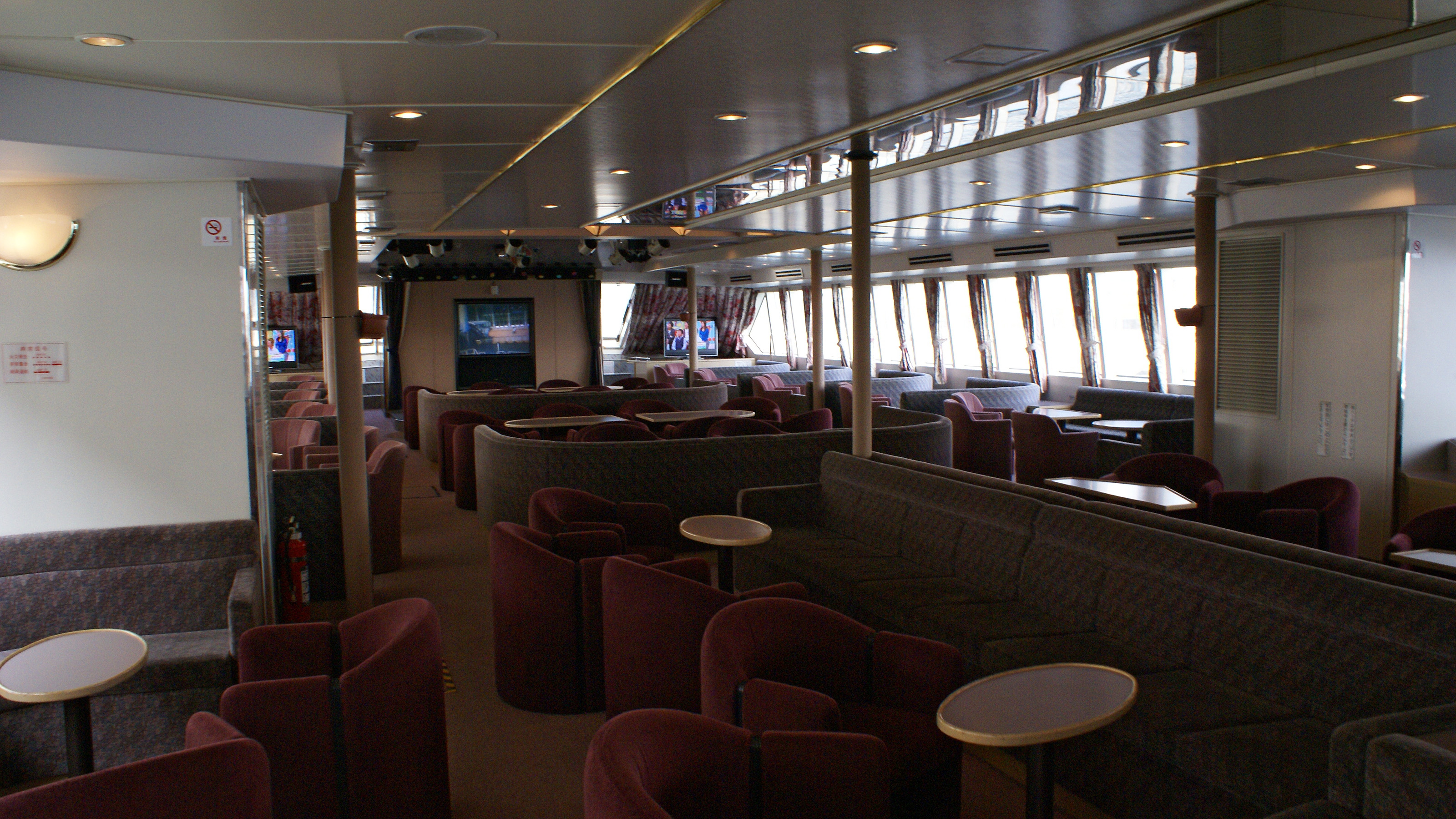
船内）　L字型ソファを多く配する

ラ・ベルメールは、丸中金華山汽船、セラヴィ観光汽船が運航した高速旅客船。

## 概要
宮城県女川町にあった丸中金華山汽船が1991年、大阪市にある三保造船所にて建造した。
その後、業績悪化のためセラヴィ観光汽船に売却され、神戸港中突堤中央ターミナル（兵庫県神戸市）から神戸空港を経由して、小豆島の坂手港（小豆島町坂手）を往復する航路に就航した。2007年11月より運休となり、2008年4月13日をもって正式に航路廃止となった。
船舶自体は同社が2008年春に運航開始を予定していた宇治山田港 - 中部国際空港間の航路（お伊勢サンライン）に転用されることになっていたが、経営不振により直前で運航取り止めとなった。2008年4月時点では同社からYALに移管された四日市港 - 中部国際空港間の航路で使われていたが、海外売船された。